# Rivière Cawcot
La rivière Cawcot est un affluent du Lac Gabriel, coulant dans la municipalité d'Eeyou Istchee Baie-James, en Jamésie, dans la région administrative du Nord-du-Québec, au Québec, au Canada.
Le sud de la vallée de la rivière Cawcot est desservie par la route 212 qui relie Obedjiwan à La Tuque et passe au sud du lac Dubois. De là, la route forestière R1032 (sens nord-sud) passe sur la bande de terre entre la rivière de la Queue de Castor et la rivière Ventadour.

## Géographie
Les bassins versants voisins de la rivière Cawcot sont :
- côté nord : lac Gabriel, rivière Opawica, lac Nemenjiche, rivière Nemenjiche ;
- côté est : lac Gabriel, rivière de la Queue de Castor, rivière Ventadour, rivière Titipiti, lac Robert, rivière Normandin ;
- côté sud : ruisseau à l'Eau Claire, réservoir Gouin, rivière Wapous, lac Magnan ;
- côté ouest : lac Roy, rivière Yvonne, rivière de l'Aigle.

 
La source principale de la rivière Cawcot est le lac Cawcot (altitude : 444 m) dans Eeyou Istchee Baie-James, à l'ouest de la limite de Eeyou Istchee Baie-James et de la municipalité régionale de comté (MRC) Le Domaine-du-Roy.
Cette source est située au sud-ouest de l'embouchure de la rivière Cawcot sur le lac Gabriel, au sud de la décharge du lac Gabriel et de Chibougamau, et au nord-ouest du réservoir Gouin.
À partir de sa source, la rivière Cawcot coule sur environ 40 km généralement vers le nord-est.
La rivière Cawcot se déverse sur la rive ouest du lac Gabriel, de là, le courant traverse ce lac vers le nord.
Cette dernière remonte à son tour vers le nord-ouest puis l'ouest, puis le nord jusqu'à sa confluence avec la rivière Chibougamau. Cette confluence constituant la source de la rivière Waswanipi. Le cours de cette dernière coule vers l'ouest et traverse successivement la partie nord du lac Waswanipi, le lac au Goéland et le lac Olga (rivière Waswanipi), avant de se déverser dans le lac Matagami lequel se déverse à son tour dans la rivière Nottaway, un affluent de la Baie de Rupert (Baie James).
L'embouchure de la rivière Cawcot dans le lac Gabriel est située au sud-est de la décharge du lac Gabriel et de la confluence de la rivière Opawica avec la rivière Chibougamau, au nord du Réservoir Gouin, au sud de Chibougamau et au sud-est de Chapais  ;

## Toponymie
Le toponyme « rivière Cawcot » a été officialisé le 5 décembre 1968 à la Commission de toponymie du Québec, soit lors de sa création.